# 伊萬·奧布拉多維奇
伊萬·奧布拉多維奇（1988年7月25日—）是一位塞爾維亞足球運動員，在場上的位置是左後衛。他也曾效力過薩拉戈薩等球隊。